# Суннива
 Суннива  (IX—X век, Ирландия — X в., Селье, Норвегия) — святая Римско-Католической Церкви, покровительница католической епархии города Бергена, Норвегия.

## Агиография
Согласно преданию, Суннива имела аристократическое происхождение. Была придворной дамой ирландского королевского двора. Из-за того, что её хотел взять замуж языческий король, Суннива была вынуждена покинуть Ирландию, спасаясь на судне.
После шторма судно причалило на норвежском берегу острова Селье возле сегодняшнего норвежского города Селье. Суннива и её спутники нашли убежище в одной из пещер, расположенных на острове.
Местные жители, заподозрив беженцев в краже овец, хотели отвести иностранцев к королю Хакону Могучему. Суннива и её сподвижники, чтобы не попасть в руки язычников, завалили камнями вход в пещеру. Суннива умерла в пещере от голода.
Когда в 996 году норвежский король Олаф I Трюггвасон раскопал пещеру, в которой погибла Суннива, то он обнаружил там её нетленное тело. Позднее на этом месте был построен бенедиктинский монастырь, от которого в настоящее время остались только руины.
История о святой Сунниве была записана в латинском агиографическом источнике «Acta sanctorum in Selio».

Герб города Селье